# Hugo Ryckeboer
Hugo Marcel Cornelius Ryckeboer (Veurne, 26 juli 1935 – Oudenaarde, 21 mei 2020) was een West-Vlaams dialectoloog en specialist van de Frans-Vlaamse dialecten.

## Levensloop
Hugo Ryckeboer werd in 1935 geboren in Veurne  en groeide op in Izenberge. Hij volgde van 1948 tot 1954 de humaniora in Veurne. Hij deed vervolgens van 1954 tot 1959 een studie Germaanse filologie aan de universiteiten van Leuven en Gent. Hij studeerde af in 1959 met een licentiaatsverhandeling getiteld  Een bijdrage tot de antroponymie van de streek rond Brugge in de eerste helft van de 14e eeuw, aan de hand van 3 cijnslijsten van de Gentse St.-Pietersabdij. Ryckeboer was tot 1970 docent Nederlands, Engels en Duits in het middelbaar onderwijs. Daarna werd hij  wetenschappelijk medewerker van de voorloper van het Meertens Instituut. Hij was betrokken bij de Atlas van de Nederlandse Klankontwikkeling (ANKO), en was verantwoordelijk voor het Vlaamse taalgebied.
In 1972 werd Ryckeboer redacteur bij het Woordenboek van de Vlaamse Dialecten. Met een bandopnemer onderzocht hij dialecten in Frans-Vlaanderen, waar het Vlaams een uitstervende taal is en dreigt te worden verdrongen door het Picardisch. Dankzij zijn werk is het dialect voor het nageslacht gearchiveerd. Het woordenboek werd vanwege mankerende financiering nooit gedrukt, maar is wel als online woordenboek beschikbaar. Van 1976 tot 1984 was hij verbonden aan de Universiteit van Rijsel. In 1987 ontving hij van de Universiteit Gent voor zijn gehele werk het doctoraatsdiploma. 
In 1994 werd Ryckeboer lid (en sinds 2011 erelid) van de Koninklijke Commissie voor Toponymie en Dialectologie. In 1997 promoveerde hij cum laude aan de Katholieke Universiteit Nijmegen tot doctor in de letteren op zijn onderzoek naar het Nederlands in Noord-Frankrijk. 
Hugo Ryckeboer was een voorstander van het onderwijs van het Nederlands in het noorden van Frankrijk, en doceerde zelf van 1976 tot 1984 Nederlands aan de Universiteit van Rijsel. 
Met zijn pensionering in 2000 nam hij ook afscheid van zijn werk bij het Woordenboek van de Vlaamse Dialecten. 
Hugo Ryckeboer overleed op 84-jarige leeftijd, als gevolg van een besmetting met het coronavirus.